# Aznalcázar
Aznalcázar – gmina w Hiszpanii, w prowincji Sewilla, w Andaluzji, o powierzchni 449,84 km². W 2011 roku gmina liczyła 4260 mieszkańców. Miasto może być prawdopodobnie utożsamiane z Olontigi, starożytną osadą iberyjską, o której niewiele wiadomo. Atlas starożytnego świata Barrington utożsamia to miejsce ze współczesnym Aznalcázar.